# 学校内における体罰
学校内における体罰（がっこうないにおけるたいばつ、英: CORPORAL PUNISHIMENT IN SCHOOL）は、学校内での生徒による望ましくない行動に対して、意図的に痛みや不快感を与えることを指す。手で（場合によって木刀や竹刀、スリッパ、革紐、木製の物差しを持つ形で）、生徒の上半身、臀部を打つことがしばしば含まれる。
英語圏では、体罰の学校での使用は歴史的に、コモンローでいうところの"In loco parentis"（親の立場）、すなわち教員が子どもの世話をする上で親と同じ権限が与えられているとみなすという権威づけによって正当化されてきた。
多くの医学・心理学者の団体を含む反対派は、人権擁護団体とともに、体罰は長期的に見て有効ではなく、発達および学習の妨げとなり、さまざまな精神的苦痛と反社会的行動をもたらし、子どもの権利を侵害する暴力の一形態であると主張する。学校内における体罰の支持者は、無秩序に対してすぐに効果をもたらすこと、その生徒を停学とせずに速やかに教室の授業に復帰することを効果として主張しているが、体罰が禁止された国が増えたこと。また、体罰によって暴力行為を増加させるとした統計が発表されるにつれ、学校における体罰賛成派は世界的に減少中である。
1783年、ポーランドは、学校での体罰を禁止する最初の国となった。学校での体罰はすでにヨーロッパではどの国でもおこなわれていない。2015年時点では、ほとんどの先進国は、アメリカ合衆国やオーストラリアの一部の州、およびシンガポールの一部を除いて、体罰の慣習を廃止している。アフリカとアジアの多くの国ではいまだに日常的におこなわれている。イギリスでは1986年に国から資金を受けている学校で禁止された。資金援助を受けていない公立および私立学校については、イングランドとウェールズでは1999年、スコットランドでは2000年、北アイルランドでは2003年に禁止となった。

## 定義
学校内における体罰については、20世紀後半から21世紀初頭においてさまざまな定義づけがなされている。たとえば、「子どもの望ましくない行動もしくは言動に対して、意図的に苦痛を与える」、「生徒の許容されない行動に対し、教育機関の当事者によりペナルティとして意図的に与えられる身体的な苦痛や不快感」、そして「行動を変える手段として意図的に肉体的な苦痛を与える（当面の危害から生徒や他の人々を守るために一時的に身体を拘束する目的で用いるのではない）」といったものである。

## 広まり
体罰は、世界の多くの地域の学校で広くおこなわれたが、ここ数十年では、ヨーロッパや南米の大半、ならびにカナダ、韓国、南アフリカ、ニュージーランドおよび他のいくつかの国で非合法化された。アフリカや東南アジア、および中東の多くの国では依然として残存している（下記にある、各国のリストを参照）。
アメリカ合衆国ではほとんどの州立学校で体罰を非合法化している一方、主に南部や西部では許容され続けている。アメリカ合衆国教育省によると、21万6000人以上の学生が、2008 - 2009年の学期に体罰を受けた。
学校における体罰はヨーロッパ諸国ではすでにおこなわれていない。
英語圏での学校内における体罰を取り巻く伝統的な文化の多くは、主に19世紀と20世紀にイギリスで10代の少年を笞打つ習慣から派生したものである。 これについては、通俗的なものから真面目なものまで、膨大な文献が存在する。イギリス本国では1987年に公立学校でこの習慣は非合法化され、最近ではすべての学校でそうなっている。
in loco parentis（親の立場）という法理は、学校職員が親と同等の権威を持つことを可能ならしめた。この法理は、イギリスのコモンロー
における1770年の判例にその起源がある。

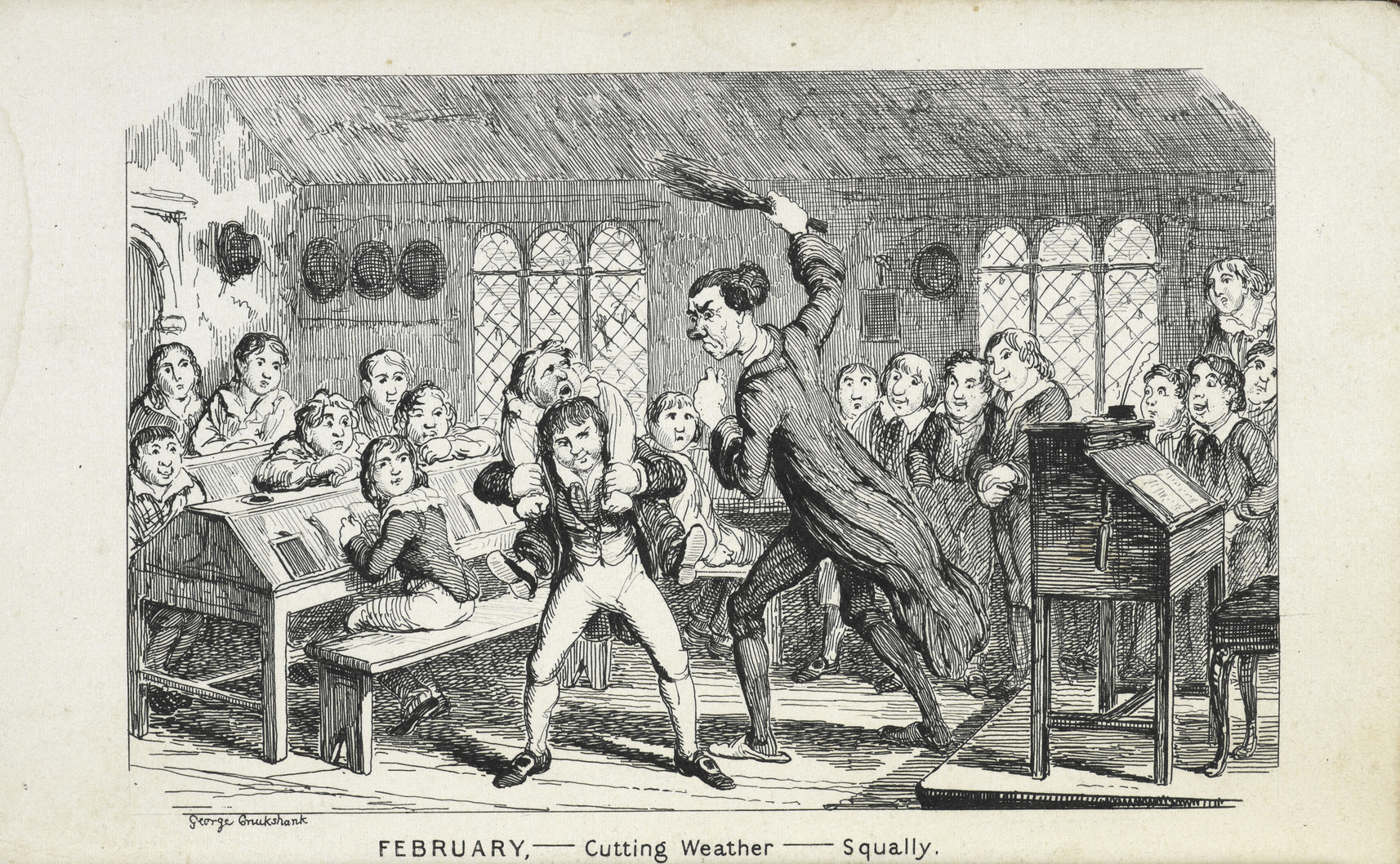
ジョージ・クルックシャンクによる学校での笞打ちを描いた風刺画（1839年）

シンガポールやマレーシアの多くの学校では（少年に対する）笞打ちが非行に対する日常的な罰としておこなわれ、アフリカの複数の国も同様である。中東の複数の国では笞打ちがおこなわれている（下記の各国別のリストを参照）。
ヨーロッパ大陸のほとんどでは、学校内における体罰は国家によって数十年前から禁止されている。
1917年のロシア革命以来、ソビエト連邦では体罰がソビエトのイデオロギーに反すると見なされて非合法化された。イギリスなど他の国の共産主義者は、資本主義の教育システムが堕落した兆候とみなして、学校における体罰の廃止運動を主導した。1960年代に西側の学校を訪問したソビエト人は、少年が笞打たれているのを見てショックを受けたと表明した。他の共産主義政権は以下のような状況だった。たとえば、2007年の北朝鮮では体罰を生徒は「知らなかった」。中国本土では1986年に学校における体罰が非合法化されたが、特に農村部ではこの習慣は日常的に残存している。
米国小児科学会によると、学校内における体罰が用いられる3つの大きな根拠が存在する
。
- 義務ではないにせよ、子どもの誤った行動を罰するために大人は肉体的な罰を与える権利があるという、宗教的な伝統に基づく信念
- 体罰が子どもの人格を育て、子どもの良心と大人の権威に対する敬意を育てるために必要であるという、懲罰についての哲学
- 教室の秩序と管理を維持する上で特に体罰が不可欠であるという、教員の権利と要望に関する信念

## 生徒への影響
学校関係者や政策担当者はしばしば、学校内における体罰が生徒の行動や成績を改善させると主張する個人的な事例を信用する。しかし、体罰が教室においてより適切な管理につながるという実証的な証拠はほとんどない。とりわけ、生徒の道徳的な人格形成の強化、教員や他の権威ある人物への敬意の向上、教員の安全の改善といった点を示唆する証拠はない。
多くの小児医療学や心理学の団体は、学力の低下や反社会的行動の増大、生徒への傷害、好ましからざる学習環境といった結果を挙げて、あらゆる学校内における体罰に反対する声明を出している。それらの団体には全米医師会、アメリカ児童青少年心理学会、米国小児科学会、青少年薬学会（アメリカ）、アメリカ心理学会、イギリス王立小児科・児童健康大学(en)、イギリス王立心理学大学(en)、カナダ小児科学会、オーストラリア心理学会が含まれ、アメリカの全国中学校校長協会(en)も同様である。
全米小児科学会（AAP）によると、体罰は他の学校における管理手法よりも効果が低く、「称賛、価値観を尊重する話し合い、肯定的な役割モデルの方が、体罰よりも人格や敬意を発展させる」ことが研究で示されている。学会は、生徒への体罰が数多くの有害な結果をもたらしていることが証拠によって示されていると述べている。その内容は「攻撃的かつ破壊的な行動の増加、教室での破壊行動の増加、低学力、短い集中力、退学者の増加、登校拒否と学校恐怖症、低い自尊心、不安、不定愁訴、自殺や教員への報復の増加」といったものである。AAPは、非暴力的な行動管理指針、学校環境の変革、教員への支援といった内容を含む、体罰に代わる多くの手法を推奨している。

### 生徒への傷害
アメリカで体罰を受けた生徒のうち、推定1-2%が医療処置の必要な深刻な障害を負っている。AAPと青少年薬学会によると、これらの傷害には打撲傷・擦過傷・骨折・むち打ち症・筋肉損傷・脳挫傷さらには死亡例も含まれる。別の報告では生徒の傷害には「坐骨神経損傷」「広範囲の血腫」「生命が危ぶまれる脂肪内出血」が含まれる。

### 暴力の助長
AAPは、学校内における体罰が、生徒に対して暴力が他人の行動を管理するのに適切な手段であるという印象を醸成する恐れがあると警告している。アメリカ青少年児童心理学会によると、「体罰は、物理的な力を用いて苦痛を与えることが人との争いを解決する手段であるというシグナルを与える」という。青少年薬学会は、「学校内における体罰の使用は、暴力がこの社会で容認された事象であるという非常に危ういメッセージを助長する。子どもたちに対して暴力が価値のあるものだという概念を認め、その結果子どもたちを衆人の目の中で貶める。権威ある人物や親の代わりがそのように振る舞うのを見た子どもは、進んで暴力に訴えるようになる。（中略）暴力は容認されるべきではなく、私たちは権威ある人物による学校当局者としての暴力行使を容認することを助長してはならない」としている。

## 代替となる手段
青少年医学会は、生徒の関心を刺激する能力に見合った指導や、暴力を伴わない多様な矯正法、生徒と親を学校の課題（規則や教育目標）に関する決定に参加させるといった、「教師が生徒に対して敬意を払うような、効果的なコミュニケーションの環境」を開発することを推奨している。青少年医学会は、教師のための適切な訓練と支援の重要性を強調しながら、生徒の自助が破壊的な教室行動の管理に対する有効な代替手段となり得ることを示唆している。
AAPは、裏付けとなる資料に基づいて「体罰の排除後の学校における懲戒問題の増加は報告されていない」と述べている。

## 生徒の人権
国際連合の「児童の権利に関する委員会」、欧州評議会議会、米州人権委員会をはじめとするいくつかの国際人権機関は、あらゆる種類の肉体的刑罰は子どもの権利侵害であると述べている。
国連の「児童の権利に関する委員会」によると、「子どもたちは学校の門を通過することによって人権を失うことはない。（中略）体罰の使用は、子どもの本質的な尊厳のみならず、学校規則に対する厳しい制限に対しても敬意を払っていない」としている。委員会は児童の権利に関する条約第19条で、「締約国は、児童が父母、法定保護者又は児童を監護する他の者による監護を受けている間において、あらゆる形態の身体的若しくは精神的な暴力、傷害若しくは虐待、放置（中略）からその児童を保護するためすべての適当な立法上、行政上、社会上及び教育上の措置をとる」ことを義務づけている。
学校を含むすべての場所における子どもの体罰の禁止を支持するその他の国際人権団体には、欧州社会権委員会とアフリカの子どもの権利と福祉に関する専門家委員会が含まれる。さらに、加盟国が学校やその他の地域で体罰を禁止する義務が、2009年の「児童およびイスラム法の権利条約に関するカイロ宣言」で確認された。

## 各国の状況
"Global Initiative to End All Corporal Punishment of Children"によると、学校内におけるあらゆる態様の体罰は2015年5月現在、125の国で非合法となっている（そのうち46か国では、家庭での子どもに対する体罰も禁じられている）。

### アルゼンチン
体罰は1813年に禁じられたが、1817年に再び合法化され、肉体的苦痛を伴った罰則は1980年代まで続いた。rebenqueと呼ばれる鞭や平手が手段として顔やその他の場所に用いられた。現在ではすべての体罰が禁じられており、2016年に禁止が効力を発した。

### オーストラリア
オーストラリアでは、学校内における体罰に関する法律は州と特別地域のレベルで決められている。
いくつかの州の私立学校ではいまだに合法であり、体罰を科している学校もわずかだが存在する。
| 州名                       | 公立学校                                                                | 非公立学校           |
| -------------------------- | ----------------------------------------------------------------------- | -------------------- |
| ビクトリア州               | 1983年に禁止された。                                                    | 2006年に禁止された。 |
| クイーンズランド州         | 1994年に禁止された。                                                    | 禁止されていない。   |
| ニューサウスウェールズ州   | 1987年に最初に禁止された。1989年に禁止が撤廃された。 1995年に再度禁止。 | 1997年に禁止された。 |
| タスマニア州               | 1999年に禁止された。                                                    | 1999年に禁止された   |
| オーストラリア首都特別地域 | 1988年に禁止された。                                                    | 1997年に禁止された。 |
| ノーザンテリトリー         | 禁止されていないが、教育局の政策に反する。                              | 2009年に禁止された。 |
| 南オーストラリア州         | 1991年に禁止された。                                                    | 禁止されていない。   |
| 西オーストラリア州         | 1999年に禁止された。 1987年に教育局の政策によって事実上廃止された。     | 2015年に禁止された。 |

### オーストリア
1974年に禁止された。

### ボリビア
2014年現在、ボリビアでは学校を含むあらゆる場面で体罰が禁止されている。児童青少年法によると、「児童および青少年は、暴力を伴わない躾や教育による適切な取り扱いを受ける権利を有する。（中略）いかなる身体的・暴力的・侮辱的な罰も禁じられる。」

### ブラジル
ブラジルでは、学校を含むあらゆる局面における体罰は2014年に禁じられた。1990年の改正児童青少年法では「児童及び青少年は矯正・躾・教育その他いかなる名目でも、体罰あるいは虐待もしくは品位を落とすような扱いを受けることなく、教育を受ける権利を有する」とある。

### ビルマ（ミャンマー）
笞打ちは学校で罰として教員により日常的に使用されている。 杖は、クラスの人々の前で、生徒の臀部、ふくらはぎ、または手のひらに対して使用される。杖による線状の痕跡が残る可能性がある。腕組みをさせて耳を引っ張って体を引き起こしたり、跪かせたり、椅子に立たせたりする行為は、学校でおこなわれる別の形の体罰である。よく見られる懲罰の理由として、クラス内での会話、宿題の未了、授業での錯誤、取っ組み合いや無断欠席がある。

### カナダ
2004年のカナダ青少年法律財団事件(en)の判決において、カナダ最高裁判所は、学校の体罰を非合法とした。  公立学校では、ゴムやキャンバスでできた紐を手に巻き、私立学校では櫂や杖を生徒の臀部に用いた。カナダの多くの地域では、紐は1970年、あるいはもっとそれ以前より公立学校では使用されていなかった。ケベック州では1960年代から使用されていなかったと主張されており、トロントでは1971年に禁止されていた.。 しかし、アルバータ州の一部の学校は2004年に禁じられるまで紐を使用していた。

#### カナダ諸州での学校における体罰禁止
カナダの複数の州は、国による2004年の禁止に先立ち、公立学校での体罰を禁止した。以下は年代順に並べたものである。
- ブリティッシュコロンビア州 - 1973年
- ノヴァスコシア州 - 1989年
- ニューブランズウィック州 - 1990年
- ユーコン準州 - 1990年
- プリンスエドワードアイランド州 - 1993年
- ノースウエスト準州 - 1995年
- ヌナブト準州 - 1995年
- ニューファンドランド・ラブラドール州 - 1997年
- ケベック州 - 1998年

### 中国
中国における体罰は、公式には1949年の共産主義革命のあとは禁止されている。1986年の義務教育法では「体罰を生徒に与えることを禁止する」とうたわれている。実際には教員による殴打は日常的であり、農村部では顕著である。

### コスタリカ
学校と家庭を含むすべての体罰は、2008年までに禁止された。

### チェコ
体罰は教育法第31条で非合法化されている。

### エジプト
1998年の研究では、エジプトの教員の間では、容認できない行動を罰するために、無差別に肉体的な罰（不適切な公然の体罰）が広く実行されていることがわかった。約80%の男子生徒と60%の女子生徒が、もっともありふれた管理方法として、素手、棒きれ、紐、靴、拳や足蹴りで罰を受けていた。最も多く報告されている傷害は、打撲傷と内出血である。

### フィンランド
公立学校での体罰は1914年に禁じられたが、未成年の親に対してもすべての体罰を禁止する法律が導入された1984年まで、事実上、日常的に残存していた
。

### フランス
フランスの学校では、体罰の体系的な使用は19世紀以来見られなくなっている。明示された法的な罰則は存在しないが、2008年にはある教員が500ユーロの罰金を科され、複数の記述によると一人の生徒に平手打ちをしたことが原因とされている。

### ドイツ
学校内での体罰は歴史上広い範囲でおこなわれていたが、各州において異なる時期に個別の行政法によって禁止された。1983年までは全面的な禁止には至っていなかった。1993年以来、教員による体罰の使用は犯罪となった。その年、連邦裁判所は、非公式慣習法（Gewohnheitsrecht）が定めたり一部の上級ラント裁判所（Oberlandesgericht）が1970年代においても支持した内容を覆す判決を下した（事件番号NStZ 1993,591）。慣習法や過去の判決は、懲罰の権利が連邦刑法第223条の「身体的傷害を引き起こす」という罪状への違法性阻却事由であるとみなしていた。

### ギリシャ
ギリシャの小学校での体罰は1998年に、中学校では2005年に禁止された。

### インド
en:Social issue#Indiaも参照。
インドの多くの地域では体罰は依然として用いられている。デリー高等裁判所は、2000年にデリーの学校における体罰を禁じた。29の州のうち17州では禁止を適用するよう求められているが、取り締まりは不十分である。インドでは、ヒンドゥー教シャンカラ派を含む多くの社会団体が、体罰への反対運動をおこなっている。多くの州では、体罰はいまだに大半の学校で実施されている。「傷害・体罰防止協会」（"Society for Prevention of Injuries & Corporal Punishment"、略称SPIC）は、集会や科学書を通じて学校の教員と生徒を教育する啓発活動を続けている。

### アイルランド
アイルランドの学校では1982年に法規制で禁止され、1996年には体罰の使用は犯罪化された。

### イタリア
1928年に禁止された。

### 日本
第二次世界大戦前より、体罰禁止規定が制定されていた。
- 教育令（1879年（明治12年）） - 第46条「凡学校ニ於テハ生徒ニ体罰殴チ或ハ縛スルノ類ヲ加フヘカラス」
- 第二次小学校令（1890年（明治23年）勅令第215号） - 第63条「小学校長及教員ハ児童ニ体罰ヲ加フルコトヲ得ス」
- 第三次小学校令（1900年（明治33年）勅令第344号） - 第47条「小学校校長及び教員ハ教育上必要ト認メタルトキハ児童ニ懲戒ヲ加フルコトヲ得但シ体罰ヲ加フルコトヲ得ス」
- 国民学校令（1941年（昭和16年）勅令第148号） - 第20条「国民学校職員ハ教育上必要アリト認ムルトキハ児童ニ懲戒ヲ加フルコトヲ得但シ体罰ヲ加フルコトヲ得ズ」

1947年に制定された学校教育法では、下記のように規定された。
体罰のありようは戦前と戦後で激変する。管賀江留郎によると、戦前は教師が体罰を行うと、父兄は学校に怒鳴り込み、生徒も徒党を組んで抗議するほどで、警察が出て傷害罪で教師を取り調べすることもあった。戦前は生徒たちも自尊心が高くて反逆的だった。また、陸軍であっても体罰に厳しく、軍隊を弱くする犯罪として体罰を嫌っていた。しかし、日中戦争が始まると徴兵期間が長くなり、ストレスを抱えた兵士が横暴を働くようになり、陸軍内部で体罰を抑えられず体罰が日常化してしまった。一方、海軍ではイギリス海軍流の体罰を制度として取り入れてしまった。戦後、こういう体罰体験をした若者が社会にあふれることになり、体罰が「犯罪」であるという観念が社会からなくなってしまった。
古くはそういう乱暴な教員を「侍（さむらい）教師」と呼んでいた。“侍”という呼称は、「教師は聖職である」として、ゴロツキ呼ばわり、やくざ呼ばわりを避ける為の詭弁とも言われている。教職の経歴を持つ作家の灰谷健次郎は、著書『兎の眼』で「教員やくざ」という呼び方を記している。
日本体育大学学長を務めた谷釜了は、「絶対的な師弟関係や指導者の暴力を美化する文化の源は、戦前の軍事教練で、暴力が肯定される体育や部活に持ち込まれ、監督やコーチへの従順や組織への忠誠が高く評価された。人権意識の高い欧米は選手と指導者が対等な立場で尊重し合う」と指摘した。
1987年末時点で、中学校教員の約60%が体罰を必要と感じ、7%はあらゆる局面において必要と信じ、59%は許される場合があると考え、32%はどんな場合でも反対と答えた。小学校教員においては2%が無条件に必要、47%は必要性を感じ、49%は必要性を認めなかった。
1990年代以降は、学校での体罰の報告数が年々減少傾向にある。しかし子どもの権利を尊重するため、国連の「児童の権利に関する委員会」（児童の権利に関する条約第44条に基づき批准国に状況を報告させている）が「学校における暴力が頻繁にかつ高いレベルで生じていること、とくに体罰が広く用いられていることおよび生徒の間で非常に多くのいじめが存在することを、懸念する」（第1回総括所見）、「学校における体罰は法律で禁止されているとはいえ、学校、施設および家庭において体罰が広く実践されていることに懸念とともに留意する」（第2回総括所見）、「家庭および代替的養護現場における体罰が法律で明示的に禁じられていないこと、および、とくに民法および児童虐待防止法が適切なしつけの行使を認めており、体罰の許容可能性について不明確であることを懸念する」「家庭および代替的養護現場を含むあらゆる場面で、子どもを対象とした体罰およびあらゆる形態の品位を傷つける取り扱いを法律により明示的に禁止すること」「あらゆる場面における体罰の禁止を効果的に実施すること」（第3回総括所見）と勧告している。
文部科学省の調査では、2012年度だけで1万人以上の生徒が5000人以上の教員から違法な体罰を受けていたことが判明している
。
日本の場合、体罰は教育という名のもとに体系化された罰則の一部に組み込まれていた。むろん独自の罰の様式を開発する教師もいなかったわけではないが、その一部は明らかに児童虐待である。一方、体罰を加える側の性格的問題などに起因して、客観的に見て教員の鬱憤晴らしや単なる暴行にしか見られない行為もあり、それらは「事件」として扱われることも多い。具体的には以下のような行為がある。
- 聴覚障害を持つ生徒に対し、「自分の唇の動きで授業内容を理解しようとしない」との自己都合の理由で体罰を行った事例もある[102]。

#### 課外活動における体罰
上記規定にもかかわらず、体罰は2010年代においても依然として複数の学校で見られ、とりわけ学校のスポーツクラブ（クラブ活動）に広まっている。最近では2012年12月にある高校の生徒がバスケットボールのコーチに殴られた後自殺した（桜宮高校バスケットボール部体罰自殺事件）。
正課教育以外のクラブ活動や修学旅行等に関連して行われている／行われていた体罰は、正課教育に関連したものと似たようなやり方をとるが、体罰を行うのは、指導者である教師などの大人の他、しばしば上級生である。部活動において上級生による「しごき」の名の下に行われる下級生に対する体罰は、肉体的な痛みを伴うものから、精神的、性的なものまで様々である。
スタンフォード大学アメリカンフットボール部のコーチを務める河田剛は、「日本人はケガをおしてやり続けることが素晴らしいと思っている」と指摘している。
一方2018年には一部報道から、私立高校の野球部が全体的に見て弱体化した理由として「殴られて育った強さがなくなった」と体罰の効果を肯定する声も聞かれた。

### ルクセンブルク
学校内における体罰は1845年に禁じられ、1974年には犯罪行為となった（権威の下での未成年者に対する暴行）
。

### マレーシア
en:Caning in Malaysiaも参照。

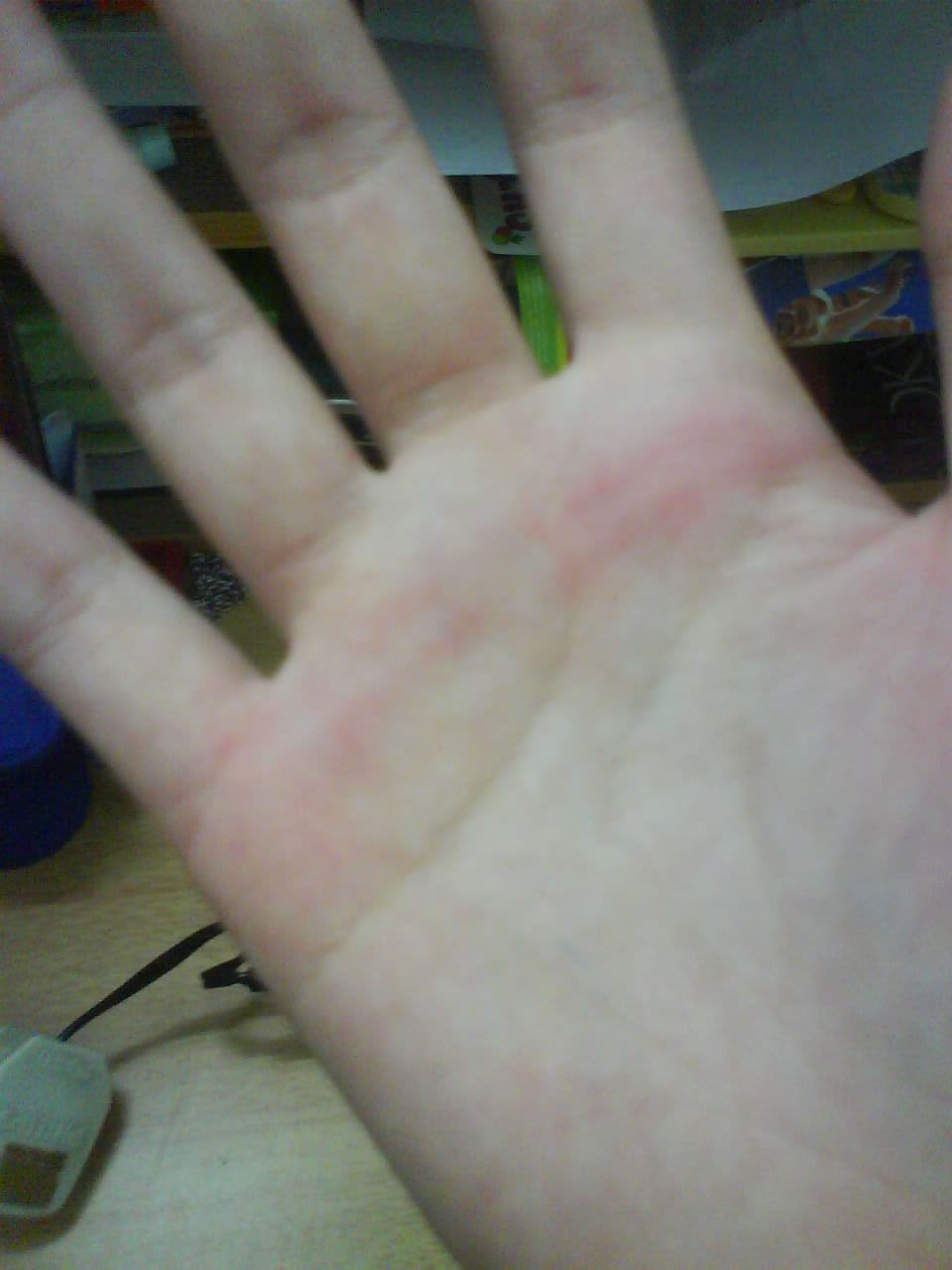
マレーシアの女子生徒の手に残る笞打ちの痕跡を示す写真

笞打ちはマレーシアの多くの学校で、懲罰の一般的な方法とされている。法律上は男子生徒にのみ認められているが、女子に対する笞打ちを合法化する議論が最近なされている。これは手のひらに対して用いるという前提である一方、男子生徒は通常ズボンの臀部を笞打たれている
。

### オランダ
1920年に禁止された。

### ニュージーランド
ニュージーランドの学校における体罰は1987年に禁止されたが、1989年教育法に139条A項が1990年の改正教育法によって追加された1990年7月23日まで法的には禁止されなかった。139条A項は、学校やECE（就学前教育サービス）提供者によって雇用されているすべての人物、または学校のために生徒を監督・管理するすべての人物に対して、矯正や罰の目的で生徒に暴力を使うことを、施設内、学校と関係のある場面、または彼らの監督管理下において禁じている。体罰をおこなった教員は、身体的暴行の廉による有罪判決、教員登録の停止と解雇、刑事告発による最高5年の懲役刑を受ける可能性がある。
制定当初、法律には抜け穴があった。両親が学校のスタッフでなければ、学校の場で子どもたちを罰することができた。 2007年初頭、オークランド南部のキリスト教学校が、体罰で生徒を指導するためにこの抜け穴を利用し、両親に処罰をおこなわせていたことが発覚した。2007年5月、この抜け穴は2007年改正刑法（第59節の追加）(en)で、両親の子どもに対する体罰を包括的に禁じたことによりふさがれた。

### ノルウェー
1889年に大きく制限され、1936年に完全に禁止された。

### パキスタン
パキスタンでの学校内における体罰は、近代教育機関においては一般的ではないが、地方の学校では生徒を規律に従わせるためにいまだに用いられている。多くの学校内における体罰が生徒に対する肉体的・精神的な虐待をもたらしていると主張する子どもの権利保護活動家は、こうしたやり方を批判している。ある報告によれば、パキスタンでは不登校やそれに続くストリートチルドレンの主な原因は体罰である。パキスタンでは毎年35,000人もの高校生が、学校内での罰や虐待が原因で教育システムから脱落していくといわれている。

### フィリピン
体罰は私立・公立学校で禁じられている。

### ポーランド
1783年、ポーランドは体罰を禁止する世界で最初の国となった.。 ピーター・ニューエルは、おそらくこの条項に最も大きな影響を及ぼしたのは英国の哲学者ジョン・ロックであったと考えており、ロックの著書『教育に関する考察』では教育における体罰の主な役割を明確に否定していた。ロックの活動は非常に影響力があり、1783年にポーランドの学校で体罰を禁じたポーランドの議員に影響を与えた可能性がある。今日、あらゆる形態の体罰は、ポーランド憲法で禁じられている。

### ロシア
1917年に禁止された。ロシア連邦労働法第336条で体罰を一人の生徒に一度でもおこなった教員は解雇すると記載されている。

### シンガポール
en:Caning in Singapore#School caningを参照
シンガポールの学校では体罰が合法であり（男性生徒の場合のみ。女子生徒に対しては違法）、厳格な規律を維持するために政府より奨励されている。籐製の軽い笞（ケイン (鞭)も参照）のみが使用を認められている。これは担任教員ではなく、十分な審議ののちに学校管理者の公式な作法としておこなわれなくてはならない。ほとんどの中等教育機関（独立、自治、政府管理のいずれも）および小学校では、男子生徒による不正行為に対処するために笞打ちをおこなっている 。中等教育レベルでは、ほとんどの場合において籐製の杖による打撃が生徒の臀部に服の上から加えられる。 文部省は、1度の打撃数を最大6回と定めている。処罰が内々にではなく、学校の他の生徒の前でおこなわれる場合もある。

### 南アフリカ
学校での体罰の使用は、1996年の南アフリカ学校法によって禁止されていた。同法第10条によれば、

（1）いかなる人物も学校での体罰を学習者におこなうことはできない。
（2）（1）に違反した者は有罪であり、暴行罪の判決により刑を課される責を負う可能性もある
南アフリカキリスト教教育事件(en)で、憲法裁判所(en)は、憲法の信教の自由がキリスト教私立学校に体罰を認めているという主張を却下した。

### 韓国
リベラルな地域では、2010年に京畿道で笞打ちの全面的な禁止が始まり、2011年にはソウル特別市、江原道、光州広域市、全羅北道、全羅南道が続いた 。他の保守的な地域では、一般的には禁止しながらも、学校の規律維持のため間接的に使用できると記した、2011年に制定された国家法が適用されているが、いまだ日常的におこなわれていることが知られる。

### スペイン
1985年に禁止された。

### スウェーデン
1958年1月1日以降、学校での体罰は小学校法(folkskolestadgan)で禁止されている。中学校の普通教師による体罰の使用は1928年に禁止されていた。

### 台湾
2006年に学校機関における体罰が非合法化されたが、依然として実行されていることが知られている （en:Corporal punishment in Taiwanを参照）。

### タイ王国
学校での体罰は、生徒への罰則に関する教育省規則（2005年）および児童保護法第65条に基づく生徒の行動促進に関わる児童保護官の児童保護規則に関する全国委員会（2005年）の下では違法である

### ウクライナ
ソビエト連邦では（その結果ウクライナでも）1917年に学校での体罰が禁止された。ウクライナでは、児童に対する「身体的または精神的暴力」は、憲法（第52.2条）および教育法（第51.1条、1991年以降）によって禁止されており、生徒および他の学習者は「教育者や他の雇用者による、権利侵害または名誉および尊厳を辱める身体的および心理的暴力や行動から保護される」権利があると定めている。科学教育省が教員に与えている標準の指示では、生徒に対して（一度でも）体罰をした教員は解雇されると記されている。

### アラブ首長国連邦
1998年に学校の体罰を禁止する連邦法が施行された。この法律は、公立と私立のすべての学校に適用された。体罰をおこなった教員は、職と教育の免許を失うだけでなく、未成年者に対する暴力行為の刑事訴追を受けたりや児童虐待の嫌疑をかけられる可能性がある。

### イギリス
公立学校や、私立であっても少なくとも政府が一部を出資した学校では、イギリス議会で1986年に体罰が非合法化された.。他の私立学校では1998年（イングランドおよびウェールズ）、2000年（スコットランド）、2003年（北アイルランド）に禁止された 。学校は懲罰で負傷した記録を残さなくてはならず、これらの「懲罰書」の例が報道される機会がまだ残っている。
イングランドおよびウェールズの多くの公立・私立学校で道具としてよく使われたのは籐製の笞で、生徒の手や尻（特に10代の男子の場合）を打ち付けた。「スリッパリング」と呼ばれる、ゴム底の運動靴やプリムソール靴（en。スニーカーに似た靴）で尻を打つ罰は、たとえばチェシャーの男子中学校であるマックレスフィールド校のような王立学校を含む多くの学校でおこなわれた。イングランドのいくつかの都市では、笞の代わりに紐が使われていた。スコットランドでは革紐やタウズ(en)と呼ばれる笞を手のひらに用いることが公立学校では一般的だったが、私立学校では笞を使うところもあった。
イングランドの私立学校で禁止される前の1993年に、私立のボーディングスクールにおける「スリッパリング」は欧州人権裁判所から疑念を呈された。裁判では、事件において生徒にとってこの罰が欧州人権条約第3条に定める「品位を傷つける取り扱いを受けない」という規定を侵害するほどには厳しくなかったという評決が5対4（判事の賛否）でなされた。評決に反対した裁判官は、「数日後に親の同意なしで与えられる」という儀式化された罰の性質から、「品位を下げる罰」とみなすべきだと主張した。
「R（ウィリアムソン）事件」(en、2005年)では、数名の私立キリスト教学校校長によって、1996年教育法(en)に含まれる体罰禁止規定が信教の自由に対する侵害であると主張されたが、敗訴した。
2008年の教育専門誌『Times Educational Supplement』(en)の調査に対するイギリスの教員6,162人の回答では、中学校では22%、小学校では16%の教員が、「非常の場合に体罰を行使する権利」を支持した。

### アメリカ合衆国
詳細はen:School corporal punishment in the United Statesを参照
連邦法には私立公立を問わず学校での体罰に関する規定がない。1977年、連邦最高裁判所は「イングラム対ライト事件」(en)の判決で、アメリカ合衆国憲法修正8条の「残酷で異常な体罰」を禁じる条項は生徒には適用されず、教員は親の許可なしに生徒を罰することができるとした。
2015年現在、31の州とコロンビア特別区では公立学校で体罰が禁止されているが、そのうちのいくつかでは明示された禁止規定がない。アイオワ州とニュージャージー州の私立学校では、体罰は違法とされている。全米の19州で体罰は公立および私立学校の両方で合法である。南部のいくつかの学校では普通におこなわれており、2011 - 2012年にはアメリカの公立学校で167,000人以上の生徒が平手打ちを受けている。生徒は幼稚園から高校卒業に至るまで肉体的な罰を受ける可能性があり、成年に達して法的には大人とされても学校側から叩かれる場合があることを意味する。昔日執筆された物語等に、先生に鞭打ちによる処罰を受ける児童生徒の様子が、多く描かれている。

### ベネズエラ
ベネズエラでは2007年に、学校を含むあらゆる場面における体罰が禁じられた。児童青少年保護法によると、「すべての児童と青少年は適切な扱いを受ける権利を有する。この権利は、暴力を伴わない教育やしつけを含み、（中略）肉体的または屈辱的などのような罰も禁じられる」としている。